# Periferia de Creta
La periferia de Creta (en griego: Περιφέρεια Κρήτης, romanizado: Periféreia Krítis) es una de las trece periferias griegas y comprende toda la isla de Creta así como las islas de Gaudos, Gavdopoula, Día, Khrysí, Koufonisi y Dionysades. También es una de las siete administraciones descentralizadas creadas por el plan Calícrates en enero de 2011. Su capital es Heraclión.

## División administrativa
Se divide en cuatro unidades periféricas: La Canea, Heraclión, Lasithi y Rétino.
| Unidad periférica   | Municipio                                                 | Área   | Población | Capital                     | número de comunidades |
| ------------------- | --------------------------------------------------------- | ------ | --------- | --------------------------- | --------------------- |
| Heraclión Ηρακλείου | Municipio de Arjanes-Asterusia Δήμος Αρχανών-Αστερουσίων  | 335,38 | 16.692    | Peza                        | 27                    |
| Heraclión Ηρακλείου | Municipio de Viannos Δήμος Βιάννου                        | 221,54 | 5.563     | Ano Viannos                 | 16                    |
| Heraclión Ηρακλείου | Municipio de Gortina Δήμος Γόρτυνας                       | 462,71 | 15.632    | Agioi Deka                  | 31                    |
| Heraclión Ηρακλείου | Municipio de Heraclión Δήμος Ηρακλείου                    | 245,12 | 173.993   | Heraclión                   | 20                    |
| Heraclión Ηρακλείου | Municipio de Malevizi Δήμος Μαλεβιζίου                    | 292,7  | 24.864    | Gazi                        | 19                    |
| Heraclión Ηρακλείου | Municipio de Minoa Pediada Δήμος Μινώα Πεδιάδας           | 394,24 | 17.563    | Arkalochori                 | 32                    |
| Heraclión Ηρακλείου | Municipio de Festo Δήμος Φαιστού                          | 412,74 | 24.466    | Moires                      | 26                    |
| Heraclión Ηρακλείου | Municipio de Chersonisos Δήμος Χερσονήσου                 | 271,58 | 26.717    | Gournes                     | 22                    |
| Lasithi Λασιθίου    | Municipio de Agios Nikolaos Δήμος Αγίου Νικολάου          | 511,99 | 27.074    | Agios Nikolaos              | 25                    |
| Lasithi Λασιθίου    | Municipio de Ierápetra Δήμος Ιεράπετρας                   | 476,66 | 27.602    | Ierapetra                   | 21                    |
| Lasithi Λασιθίου    | Municipio de Oropedío de Lasithi Δήμος Οροπεδίου Λασιθίου | 129,98 | 2.387     | Tzermiado                   | 11                    |
| Lasithi Λασιθίου    | Municipio de Sitía Δήμος Σητείας                          | 715,15 | 18.318    | Siteia                      | 32                    |
| Rethymno Ρεθύμνης   | Municipio de Agios Vasilios Δήμος Αγίου Βασιλείου         | 354,33 | 7.427     | Spili                       | 26                    |
| Rethymno Ρεθύμνης   | Municipio de Amari Δήμος Αμαρίου                          | 277,74 | 5.915     | Agia Foteini (Κ. Αποστόλων) | 26                    |
| Rethymno Ρεθύμνης   | Municipio de Anogeia Δήμος Ανωγείων                       | 130,96 | 2.379     | Anogeia                     | -                     |
| Rethymno Ρεθύμνης   | Municipio de Mylopotamos Δήμος Μυλοποτάμου                | 337,93 | 14.363    | Perama                      | 34                    |
| Rethymno Ρεθύμνης   | Municipio de Rétino Δήμος Ρεθύμνης                        | 397,48 | 55.525    | Rethymno                    | 46                    |
| Chania Χανίων       | Municipio de Apokorono Δήμος Αποκορώνου                   | 323,12 | 12.807    | Vryses                      | 33                    |
| Chania Χανίων       | Municipio de Gavdos Δήμος Γαύδου                          | 27     | 152       | Gavdos                      | -                     |
| Chania Χανίων       | Municipio de Kantanou-Selinou Δήμος Καντάνου-Σελίνου      | 369,07 | 5.431     | Palaiochora                 | 14                    |
| Chania Χανίων       | Municipio de Kísamos Δήμος Κισσάμου                       | 334,18 | 10.790    | Kissamos                    | 29                    |
| Chania Χανίων       | Municipio de Platanias Δήμος Πλατανιά                     | 495,43 | 16.874    | Gerani                      | 51                    |
| Chania Χανίων       | Municipio de Sfakia Δήμος Σφακίων                         | 467,59 | 1.889     | Chora Sfakion               | 9                     |
| Chania Χανίων       | Municipio de La Canea Δήμος Χανίων                        | 356,12 | 108.642   | Chania                      | 26                    |